# Bruce Pandolfini
Bruce Pandolfini (Lakewood, 17 settembre 1947) è uno scacchista statunitense, noto soprattutto come istruttore e autore di libri di scacchi.
Maestro della Federazione statunitense di scacchi, si stima che fino al 2005 abbia dato circa 25 000 lezioni di scacchi, singole o di gruppo. 
Tra i suoi studenti più famosi vi sono stati Bobby Fischer, Fabiano Caruana, Joel Benjamin (tre volte vincitore del Campionato statunitense) e Max Dlugy (vincitore del Campionato del mondo giovanile nel 1985), Jeff Sarwer e Josh Waitzkin, alla cui infanzia è ispirato il film   In cerca di Bobby Fischer (1993).

## Pubblicazioni
- Let's Play Chess (Simon & Schuster, 1980)
- Bobby Fischer's Outrageous Chess Moves (Fireside Chess Library, 1985)
- One Move Chess By The Champions (Fireside Chess Library, 1985)
- ABC's of Chess (Fireside Chess Library, 1986)
- Principles of the New Chess (Fireside Chess Library, 1986)
- Kasparov's Winning Chess Tactics (Fireside Chess Library, 1986)
- Russian Chess (Fireside Chess Library, 1987)
- Pandolfini's Endgame Course: Basic Endgame Concepts Explained by America's Leading Chess Teacher (Fireside Chess Library, 1988)

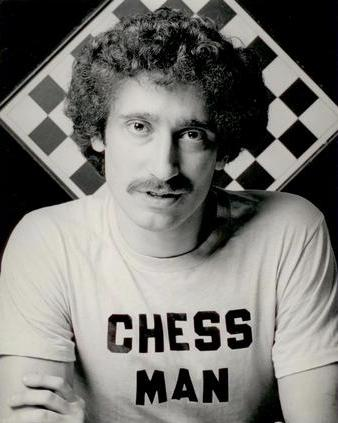
Bruce Pandolfini nel 1978.

- Best of Chess Life and Review, Volume 1 (Fireside Chess Library, 1988)
- Best of Chess Life and Review, Volume 2 (Fireside Chess Library, 1988)
- Chess Openings: Traps And Zaps (Fireside Chess Library, 1989)
- Weapons of Chess: An Omnibus of Chess Strategies (Fireside Chess Library, 1989)
- Chessercizes: New Winning Techniques for Players of All Levels (Fireside Chess Library, 1991)
- More Chessercizes: Checkmate: 300 Winning Strategies for Players of All Levels (Fireside Chess Library, 1991)
- Pandolfini's Chess Complete: The Most Comprehensive Guide to the Game, from History to Strategy (Fireside Chess Library, 1992)
- Beginning Chess: Over 300 Elementary Problems for Players New to the Game (Fireside Chess Library, 1993)
- More Chess Openings: Traps and Zaps 2 (Fireside Chess Library, 1993)
- Square One: A Chess Drill Book for Beginners (Fireside Chess Library, 1994)
- Chess Target Practice: Battle Tactics for Every Square on the Board (Fireside Chess Library, 1994)
- Chess Thinking: The Visual Dictionary of Chess Moves, Rules, Strategies and Concepts (Fireside Chess Library, 1995)
- Chess Doctor: Surefire Cures for What Ails Your Game (Fireside Chess Library, 1995)
- Power Mates: Essential Checkmating Strategies and Techniques (Fireside Chess Library, 1996)
- Kasparov and Deep Blue: The Historic Chess Match Between Man and Machine (Fireside Chess Library, 1997)
- The Winning Way (Fireside Chess Library, 1998)
- Pandolfini's Ultimate Guide to Chess (Fireside Chess Library, 2003)
- Q&A Way in Chess (Random House, 2005)
- Solitaire Chess (Random House, 2005)
- Treasure Chess: Trivia, Quotes, Puzzles, and Lore from the World's Oldest Game (Random House, 2007)
- Pandolfini's Chess Challenges: 111 Winning Endgames (Random House, 2007)
- Let's Play Chess: A Step by Step Guide for New Players (The Pandolfini Chess Library – Russell Enterprises, 2008)
- Endgame Workshop: Principles for the Practical Player (Russell Enterprises, 2009)
- The Rules of Chess (Russell Enterprises, 2010)
- Chess Movies 1 (Russell Enterprises, 2010)
- Chess Movies 2: The Means and Ends (Russell Enterprises, 2011)